# Mafia: Definitive Edition
Mafia: Definitive Edition è un videogioco del 2020 sviluppato da Hangar 13 e pubblicato da 2K Games per PlayStation 4, Xbox One e Microsoft Windows. Remake di Mafia, primo capitolo dell'omonima serie, è stato pubblicato singolarmente o come parte di una trilogia che comprende inoltre la versione rimasterizzata del secondo capitolo e un porting del terzo, la cosiddetta Mafia Trilogy.
La storia del gioco, ambientata nella città immaginaria di Lost Heaven, in Illinois, durante gli anni trenta, segue l'ascesa e la caduta di un mafioso Siciliano, Tommy Angelo, all'interno della famiglia criminale Salieri. Oltre alla modalità storia, i giocatori possono esplorare la città in una modalità open world. Il remake ha portato con sé diverse innovazioni alla storia e alle modalità di gioco originali, tra cui un'ambientazione ricostruita, dinamiche delle missioni migliorate e l'introduzione di motociclette.

## Trama

### Ambientazione

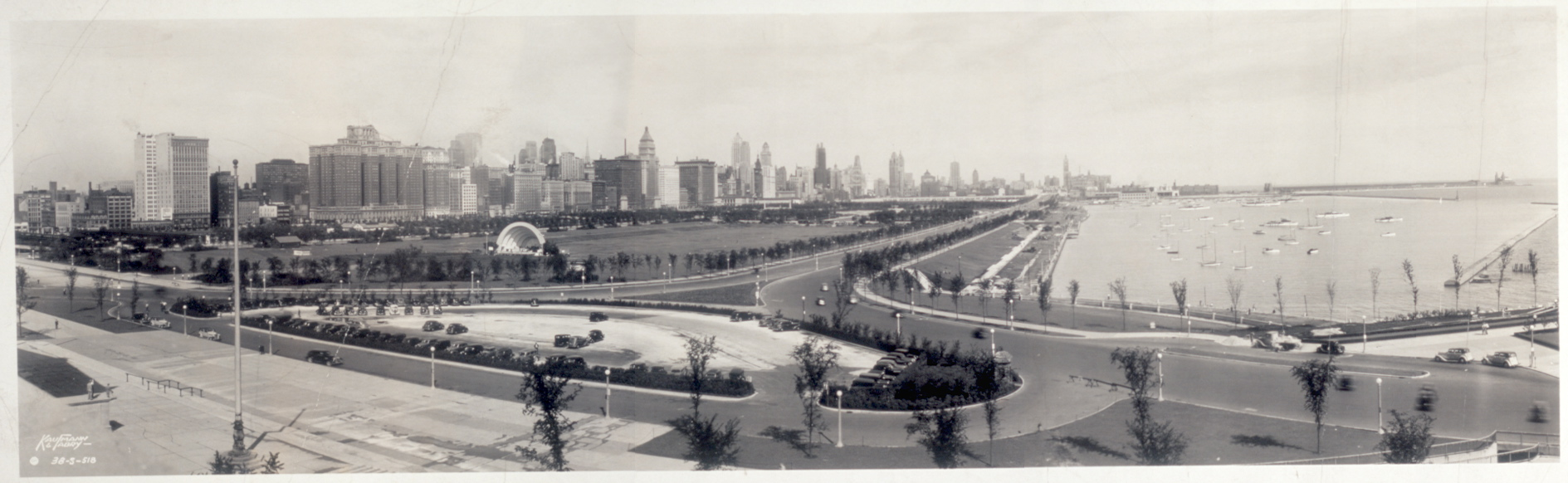
Immagine di Chicago nel 1938, alla quale è ispirata Lost Heaven, città nella quale è ambientato il gioco.

Il gioco è ambientato nella città di Lost Heaven (controparte fittizia di Chicago, Illinois), situata nella parte centro-occidentale degli Stati Uniti d'America, dall'epoca del proibizionismo (tra gli anni venti e gli anni trenta) al 1951.

### Storia
La trama del gioco viene narrata attraverso la conversazione tra l'ex tassista e famigerato gangster di Lost Heaven Thomas "Tommy" Angelo e il detective Norman. Quest'ultimo è infatti determinato a catturare Don Ennio Salieri, il boss mafioso per il quale Tommy ha lavorato dal 1930 al 1938.
Nel 1930 Tommy viene minacciato da due uomini armati di nome Paulie Lombardo e Sam Trapani, membri della famiglia mafiosa Salieri, che lo obbligano a seminare in taxi alcuni gangster appartenenti alla famiglia rivale Morello. Benché gli sia offerto un lavoro e venga risarcito per il suo aiuto, Tommy decide di rifiutare. Il giorno seguente, tuttavia, viene attaccato dagli sgherri di Don Marco Morello della sera precedente: viene tuttavia protetto da Paulie e Sam, che lo introducono nella malavita invitandolo a lavorare per Salieri, il quale gli garantisce il suo sostegno nell'ottenere vendetta sui suoi assalitori. Da quel momento Tommy inizia a prendere parte ad alcune operazioni illecite assieme ai colleghi, guadagnandosi così la fiducia del boss.
Nel 1932, dopo aver vinto una gara automobilistica al posto di Mickey Dunne, il pilota di Salieri che avrebbe dovuto gareggiare contro il pilota di Morello, Tommy, oramai divenuto un made man, intraprende una relazione con Sarah Marino, la figlia di Luigi, il barista di Salieri, dopo averla protetta da alcuni teppisti capeggiati dallo stupratore Billy Ghillotti. Il giorno successivo Salieri manda Tommy e Paulie ad attaccare il nascondiglio di Billy, che muore durante un inseguimento; Salieri informa però i suoi affiliati che Billy era figlio di un noto assessore di nome Roberto Ghillotti, che il proprietario dell'hotel Corleone (in realtà un bordello), Howard Davis, ha tradito Salieri per Morello, e che una prostituta di nome Michelle che lavora al Corleone passa informazioni sulle operazioni del clan di Salieri a Morello. Tommy si reca al Corleone, trova Michelle, che però decide di non uccidere su richiesta di Sam, che la conosceva, uccide il proprietario del bordello, e lo fa esplodere; giunge alla chiesa di San Michael, dove interrompe il funerale di Billy Ghillotti ingaggiando una sparatoria con la sua banda, e scappa con Sam dalla chiesa.
Nel 1933 Frank chiede a Tommy di aiutare Sam e Paulie a recapitare un carico illegale arrivato dal Canada a una fattoria nella zona rurale di Lost Heaven; giunti sul posto Tommy viene attaccato da alcuni poliziotti corrotti da Morello, trova Sam, che si era recato in precedenza sul luogo, coperto di ferite e lo difende dai nemici mentre Paulie prende un furgone; l'intero plotone della polizia di frontiera li insegue, ma il trio riesce comunque a fuggire e consegnare il carico al boss. Quando Frank scompare con i libri contabili della famiglia, Tommy scopre che vuole lasciare il Paese con la moglie March e la figlia Alice, avendo stretto un accordo segreto con Morello e la polizia federale perché quest'ultimo desiderava ottenere i libri contabili; Tommy risparmia Frank, che consegna a Tommy la chiave della Grand Imperial Bank, dove Tommy va a prendere i libri contabili; successivamente l'uomo brucia la casa di Frank, ne inscena il funerale e lo spaccia per morto. Intanto Morello riesce ad ottenere l'appoggio di Roberto Ghillotti, che desidera vendetta per l'omicidio del figlio Billy.
Con la fine del proibizionismo, entrambe le famiglie danno inizio a nuovi traffici illeciti, mentre Tommy, promosso a caporegime per i suoi successi, sposa Sarah e si crea una famiglia. Don Morello tenta di assassinare Salieri al ristorante di Pepé, un suo conoscente, inviando alcuni sicari, ma Tommy riesce a proteggerlo, scoprendo inoltre che i sicari erano stati guidati da Carlo, affiliato di Don Salieri. Tommy e il boss raggiungono Carlo, lo inseguono e Salieri lo pesta fino alla morte. Salieri capisce che sta per iniziare una guerra contro Morello e manda Tommy a uccidere il suo più fedele alleato Roberto Ghillotti, che festeggerà il suo compleanno a bordo di un piroscafo. Con Ghillotti morto Morello può contare solo sull'aiuto del fratello Sergio. Salieri chiede a Tommy di piazzare una bomba sotto la sua automobile, ma una giovane donna rimane vittima dell'attentato al posto di Sergio; Salieri scopre che Sergio si trova al ristorante di Giorgi e chiede a Paulie, Sam e Tommy di ucciderlo, ma Sergio riesce a fuggire a un magazzino con Tommy che lo segue in moto; Tommy raggiunge Sergio, lo ferisce e accende un accendino in un'area piena di barili infiammabili nel magazzino: Tommy fugge e Sergio viene abbandonato alle fiamme. Salieri decide che è arrivato il momento di uccidere Morello e manda Tommy, Sam e Paulie al teatro dove sta organizzando una festa di beneficenza, ma Morello riesce a fuggire verso un aeroporto: il trio compie una strage nella struttura e Tommy distrugge i motori dell'aeroplano su cui è salito Morello sparandogli con un Thompson; l'aereo si schianta, il pilota muore e Morello è ustionato, e Tommy lo finisce con una scarica di Thompson.
3 anni dopo la fine della guerra tra Salieri e Morello il boss ordina a Tommy di uccidere il politico Turnbull con un fucile di precisione mentre tiene un discorso a Central Island perché sta dando problemi alla famiglia, e molti cittadini di Lost Heaven sostengono la sua campagna elettorale. Dopo la morte di Turnbull Salieri manda Tommy, Paulie e Sam a una dogana per rubare un carico di sigari e diamanti arrivato dal Camerun; dopo aver rubato il carico, essere fuggiti dalla polizia e aver evitato i posti di blocco però i tre scoprono che il carico conteneva droga, che il boss disprezza. Paulie, stanco della vita criminale che sta conducendo da più di 18 anni, desidera aprire una pizzeria con i soldi ricavati da una rapina in banca e chiede a Tommy di appoggiarlo; seppur inizialmente riluttante Tommy accetta, e il giorno dopo lui e Paulie mettono a segno il colpo nella banca di Lost Heaven, ma quando Tommy va a casa di Paulie per dividere i guadagni lo trova morto con due proiettili nel cranio; Sam chiama Tommy per chiedergli notizie di Paulie e gli chiede di incontrarsi alla Galleria Comunale dopo che Tommy gli rivela l'accaduto; Tommy si reca alla Galleria Comunale per incontrare Sam, che però si scopre aver ucciso Paulie e riferito a Salieri che Tommy ha risparmiato Michelle all'hotel Corleone e aiutato a fuggire Frank invece di ucciderlo; Tommy quindi ripulisce la Galleria Comunale, raggiunge Sam, che rivela a Tommy che Frank e la sua famiglia sono stati trovati in Europa e trucidati dagli uomini di Salieri, e a malincuore lo uccide.
Da quel momento Tommy Angelo si pente di aver lavorato per Salieri e si rivolge al detective Norman, offrendosi di testimoniare contro la famiglia Salieri in cambio di protezione per la sua famiglia. Le risultanti indagini e processi di massa portano la maggior parte della famiglia, incluso Don Salieri, ad essere giudicata colpevole e condannata all'ergastolo.
Dopo aver scontato otto anni di carcere, Tommy si riunisce alla sua famiglia e si trasferisce a Empire Bay. Nel 1951 due sicari di Salieri, Joe Barbaro e Vito Scaletta, giunti da Empire Bay, lo uccidono nella sua villa per conto di Salieri. Il gioco si conclude con Tommy, ferito a morte, che rivolge alla moglie, alla figlia e al genero un ultimo discorso sull'importanza dei momenti della famiglia, sostenendo che mentre tutto nella vita va e viene, la famiglia è per sempre.

## Modalità di gioco
Il gioco è un open world in cui il giocatore controlla Tommy Angelo (protagonista e personaggio giocante) e può esplorare l'intera mappa di gioco a piedi o servendosi di veicoli quali automobili, camion, barche e motociclette. Queste ultime sono utilizzabili per la prima volta nella serie.
Torna inoltre la modalità "Fatti un giro", che consente di esplorare liberamente la città e intraprendere scontri a fuoco contro poliziotti, oppure seguire missioni secondarie o raccogliere collezionabili sparsi per la mappa, mentre la modalità "A tutto gas" è stata rimossa. Il giocatore può scegliere di saltare o meno il tutorial, mentre i livelli di difficoltà si dividono in Facile, Media, Difficile e Classica (nelle modalità Facile e Media la vitalità del protagonista si rigenererà automaticamente fino a un limite quando raggiunge un livello critico), mentre per lo stile di guida si può scegliere tra Normale e Simulazione.
Durante la trama principale c'è la possibilità di saltare le sessioni di guida tenendo premuto il pulsante d'azione e arrivare direttamente a destinazione. Durante le sessioni di guida il giocatore può urtare gli altri veicoli premendo l'apposito pulsante d'azione. Dalle opzioni di gioco è possibile far apparire un indicatore del limite della velocità, che appare quando Tommy sta guidando accanto alla minimappa. Il giocatore può inoltre scegliere di rigiocare un capitolo della trama principale, che in tutto sono 20.
Dal menù principale si può accedere all'autopedia, nella quale si può scegliere inizialmente 20 veicoli terrestri (automobili, camion, motociclette) e completare sfide attraversando una pista a ostacoli con diversi checkpoint; le caratteristiche si dividono in: accelerazione, frenata e tenuta e a seconda di quanto è alta l'accelerazione del veicolo il tempo iniziale per completare la sfida sarà minore; quando il giocatore raggiunge i checkpoint vengono aggiunti 5 secondi al tempo iniziale.
Tommy può trasportare 2 armi da fuoco (una principale con cui si può sparare solo a piedi e una secondaria con cui si può sparare a piedi e durante gli inseguimenti sui veicoli), 2 bombe (molotov e granate) e un'arma per il combattimento corpo a corpo (da taglio o da mischia). È possibile cambiare le armi a propria disposizione in qualunque momento del gioco. Le munizioni per le armi sono reperibili in delle casse di munizioni sparse per gli ambienti o dai cadaveri dei nemici. In basso a destra dello schermo l'HUD visualizza la mini-mappa, in alto la vitalità del veicolo alleato, in alto a sinistra l'obbiettivo di missione, in basso a sinistra l'arma selezionata con le munizioni totali residue e quello delle munizioni attualmente nel caricatore, e la vitalità del personaggio giocante.
Il livello di notorietà di Tommy come criminale, e quindi la sua pericolosità, è indicato da cinque stelle blu visibili a schermo. Se infatti viene notato dalle autorità di Lost Heaven, per esempio mentre scassina automobili o uccide passanti, queste agiranno in maniera diversa in base al numero di stelle ottenute: se sono due o meno, i poliziotti tenteranno di multare o arrestare il personaggio giocante, che potrà comunque tentare di ribellarsi; qualora invece fossero tre o superiore, i poliziotti inizieranno a usare armi da fuoco per uccidere Tommy.
Con le successive patch è stata aggiunta anche la modalità noir, che converte i colori dell'interfaccia in bianco e nero.

## Colonna sonora
La colonna sonora di Mafia: Definitive Edition è stata riorchestrata da zero e comprende 36 tracce in totale.
Per completare la colonna sonora principale del remake è stato necessario condurre diverse sessioni di registrazione dell'orchestra con un numero limitato di membri per volta, così che potessero eseguire i loro pezzi rispettando i protocolli di distanziamento sociale. Le registrazioni sono poi state unite in post-produzione. Questo però ha comportato che la data di lancio del gioco sia stata posticipata al 24 settembre.

## Doppiaggio
Di seguito sono riportati i doppiatori dei principali personaggi del videogiocoː
| Personaggio                 | Doppiatore italiano  |
| --------------------------- | -------------------- |
| Thomas Angelo               | Valerio Amoruso      |
| Detective Norman            | Alberto Angrisano    |
| Paulie                      | Ivan Andreani        |
| Sam                         | Dimitri Winter       |
| Don Ennio Salieri           | Dario Oppido         |
| Frank Colletti              | Oliviero Corbetta    |
| Marge Colletti              | Renata Bertolas      |
| Don Marco Morello           | Stefano Alessandrini |
| Sergio Morello              | Andrea Failla        |
| Ralph                       | Daniel Magni         |
| Luca Bertone                | Mosè Singh           |
| Ghillotti                   | Cesare Rasini        |
| Luigi                       | Mario Scarabelli     |
| Sarah                       | Deborah Morese       |
| William Gates               | Roberto Palermo      |
| Vito Scaletta               | Lorenzo Scattorin    |
| Speaker radio della polizia | Giorgio Bonino       |

## Sviluppo
Il 13 maggio 2020, 2K Games ha annunciato un remake di Mafia intitolato Mafia: Definitive Edition, come parte di Mafia: Trilogy: le altre parti sono una rimasterizzazione di Mafia II e un aggiornamento di Mafia III. Per garantire che il gioco fosse adatto all'ultima generazione di console e sistemi, Xbox One, PlayStation 4, e Microsoft Windows, lo studio statunitense Hangar 13 (che aveva precedentemente lavorato allo sviluppo di Mafia III) ha utilizzato lo stesso motore grafico utilizzato per realizzare la definitive edition di Mafia III.
Il gioco è stato sviluppato presso gli uffici di Hangar 13 a Praga, Brno e altri uffici a Brighton e Novato da una squadra composta da oltre 200 membri, ricostruito da zero e con una trama ampliata. L'intera ambientazione del gioco originale è stata ridisegnata: l'aspetto della città è stato reso più simile ai panorami degli Stati Uniti all'epoca del proibizionismo ed è stata migliorata l'atmosfera e il design estetico dei vari quartieri di Lost Heaven. Un esempio di questo è stata la ridefinizione del quartiere originale di Chinatown, che ora presenta edifici e decorazioni più riconoscibili. Altri miglioramenti si sono concentrati sulla modifica del layout delle strade in modo che coincidano con le nuove meccaniche di guida più fluide implementate nel gioco, rendendo quindi angoli e incroci più agevoli, collocando edifici e punti di riferimento in posizioni differenti e aggiungendo scorciatoie e vicoli. L'azienda ha inoltre esaminato i percorsi seguiti maggiormente dai giocatori per capire quali strade venissero imboccate più frequentemente durante le missioni e, in base a tali dati, ha modificato la posizione di alcuni obiettivi, punti di interesse, vicoli, scorciatoie, incroci e curve. I nomi delle principali località sono tuttavia rimasti pressoché invariati.
L'attore italo-australiano Andrew Bongiorno ha preso parte al motion capture del gioco interpretando Tommy Angelo.
Il presidente di Hangar 13 Haden Blackman ha dichiarato:
Nel doppiaggio ceco invece sono tornati molti doppiatori del gioco originale, tra cui Marek Vašut nei panni di Tommy Angelo.
Gli sforzi per preparare il gioco per la pubblicazione il 28 agosto 2020 sono stati ostacolati dalla pandemia di COVID-19 del 2019-2020, che ha reso difficile il completamento del gioco.
Alcuni oggetti caratteristici del periodo in cui è ambientato il gioco, ovvero copertine di riviste e fumetti, tra cui Black Mask, Super Science Stories, Dime Detective Magazine e Terror Tales, oggetti immaginari basati sui miti di Mafia, come la serie di fumetti Gangsters Monthly basata su eventi che si svolgono in tutto il gioco e carte delle sigarette con le sembianze dei personaggi della serie Mafia e dei loro retroscena, sono stati inclusi come collezionabili nascosti nel mondo di gioco per essere trovati dal giocatore.

## Distribuzione
Il 13 maggio 2020 è stato annunciato che Mafia: Definitive Edition sarebbe dovuto uscire sul mercato il 28 agosto come parte di Mafia Trilogy, ma l'uscita è stata successivamente posticipata al 25 settembre dello stesso anno su console e al 24 su personal computer a causa della pandemia di COVID-19 del 2019-2020; le prime demo e sequenze di gioco sono state invece mostrate il 22 luglio 2020.
La versione PC del gioco è stata munita della protezione del software anti-pirateria Denuvo, che impedisce che venga effettuato l'accesso al gioco oltre cinque volte in un giorno, ma il 23 settembre 2021 il programma è stato rimosso dal gioco da 2K Games.
Mafia: Definitive Edition risulta inoltre essere il videogioco più atteso di settembre 2020.
Nel gioco è presente una pagina di giornale in cui è visibile il volto di Adolf Hitler: tale dettaglio è stato censurato nella versione tedesca del gioco, in quanto in Germania è vietato qualsiasi riferimento al nazionalsocialismo nelle opere audiovisive e non.

## Accoglienza
| Testata                          | Versione           | Giudizio |
| -------------------------------- | ------------------ | -------- |
| Metacritic (media al 22/10/2020) | PS4                | 76/100   |
| Metacritic (media al 22/10/2020) | Windows            | 79/100   |
| Metacritic (media al 22/10/2020) | XOne               | 79/100   |
| Destructoid                      | Windows            | 9/10     |
| Digital Spy                      | PS4, Windows, XOne | 4/5      |
| Electronic Gaming Monthly        | XOne               | 4/5      |
| Eurogamer (ITA)                  | PS4                | 8/10     |
| Everyeye.it                      | PS4                | 7,8/10   |
| Game Informer                    | PS4                | 5,5/10   |
| GamePro (DEU)                    | PS4                | 8,9/10   |
| GameSpot                         | Windows            | 6/10     |
| Hardcore Gamer                   | PS4                | 3,5/5    |
| IGN                              | XOne, PS4          | 8/10     |
| Multiplayer.it                   | PS4                | 8/10     |
| PC Gamer                         | Windows            | 79/100   |
| The Games Machine                | PS4                | 8,3/10   |

Mafia: Definitive Edition ha ricevuto recensioni generalmente favorevoli da parte della critica specializzata e dei revisori.
L'edizione italiana di Eurogamer lo ha descritto come "un remake perfetto, sospeso tra l'innovazione e la tradizione"; Everyeye.it ha dichiarato che Mafia: Definitive Edition si mostra "molto leale all'opera originale" perché ricrea "l'inimitabile carisma" della trama, paragonandolo a un bicchiere di whiskey invecchiato "agrodolce, corposo e inebriante"; Multiplayer.it ha definito Mafia: Definitive Edition "un ottimo remake" lodandone "l'ottimo doppiaggio", "la trama fedele a quella dell'opera originale", "il gameplay rifinito e modernizzato" e la "grafica che influisce sull'ambientazione", ma criticandone "il setting ormai datato" e "alcuni evidenti errori di sistema"; iCrewPlay lo ha descritto come "un remake ben fatto che rende giustizia a quello che è il miglior titolo della serie", aggiungendo che "pur non essendo esente da difetti è sicuramente tra i migliori remake visti nel recente periodo"; secondo Jeff Cork di Game Informer il gioco è "fedele fin quasi nei difetti, il remake di Hangar 13 aggiunge una finitura lucida a un titolo fondamentalmente ammuffito per gli standard contemporanei" e che può essere visto solo come "una dichiarazione fondante" dei giochi successivi della serie.
PC Gamer ha affermato che Mafia: Definitive Edition offre "un'esperienza lineare, con missioni strettamente progettate, elevate da scenografie artistiche e scene memorabili"; secondo Kotaku Mafia: Definitive Edition è "un fantastico remake di un gioco vecchio e cigolante che si discosta a malapena dalla storia o dal gameplay dell'originale, consentendo ai vecchi fan di rivivere un gioco che già amano con immagini sorprendenti e combattimenti più serrati", aggiungendo che "per coloro che vogliono giocare per la prima volta al gioco originale questa è l'occasione migliore per farlo"; Polygon  ha affermato che nonostante sia "un remake di bell'aspetto" Mafia: Definitive Edition non migliora il design delle missioni e non aggiunge elementi che possano "far sentire Lost Heaven più viva"; secondo IGN Mafia: Definitive Edition è "un ringiovanimento con la migliore storia della serie 2K", mentre secondo le edizioni spagnola e italiana, che hanno attribuito ad esso rispettivamente una valutazione di 8,5/10 e di 8,2/10, "tornare a Lost Heaven con questa qualità è stata un'offerta che non potevamo rifiutare", nonostante "la mancanza di innovazione rispetto al gioco originale".
The Games Machine lo ha trovato "un remake esteticamente pulito e appagante, in linea con gli standard odierni, ma la narrazione e la contestualizzazione storica si rivelano di nuovo il fiore all'occhiello di una produzione che ha avuto gran cura e rispetto del capitolo originale, ma che presentava qualche piccola incertezza nelle fasi di guida o nelle animazioni, difetti di poco conto per chi aveva giocato all'originale, così come per chi vuole (ri)scoprire un grande classico così com'era stato pensato, ma svecchiato e ottimizzato a dovere"; riguardo al design l'edizione tedesca di GamePro ha affermato che il gioco è "un remake modello" e che "Hangar 13 ha fatto tutto bene con Mafia: Definitive Edition", aggiungendo che il remake del primo titolo "sembra fantastico e mette in risalto i grandi punti di forza della narrazione e la messa in scena è ancora migliore di quella dell'originale" e che "le modifiche si integrano perfettamente e danno un senso alla modernizzazione del gioco in modo che funzioni sia per i principianti che per gli esperti"; secondo la rivista Electronic Gaming Monthly, che gli ha attribuito 4 stelle su 5, Mafia: Definitive Edition è "il meglio di entrambi i mondi" perché "la sua grafica aggiornata riporta in vita Lost Heaven e i suoi abitanti senza appesantirli con elementi del game design moderno", e che sebbene basato su un gioco di quasi 20 anni "sembra più rinfrescante della maggior parte dei giochi open world".

### Vendite e premi
Nella prima settimana di uscita il gioco è risultato il terzo videogioco più venduto nel Regno Unito, mentre Mafia Trilogy si è classificata al sesto posto.
Secondo le classifiche italiane di vendita Mafia: Definitive Edition è stato il terzo videogioco più venduto in Italia dopo Super Mario 3D All-Stars e Tom Clancy's The Division 2 nella sua prima settimana di lancio, mentre Mafia: Trilogy si è classificata al quarto posto.
Il gioco è stato inoltre nominato tra gli Outstanding Story - Rich Games agli Steam Awards 2020.